# Riven
Riven (również jako Riven: The Sequel to Myst) – stworzony przez Cyan Worlds sequel gry przygodowej typu wskaż i kliknij pt. Myst i druga część serii. Początkowo, 29 października 1997 r., wydało ją Brøderbund Software i była rozpowszechniana na pięciu płytach CD. Później został wydany na pojedynczej płycie DVD-ROM, w wersji z poprawioną grafiką oraz z 14-minutowym filmem „making-of”.
Fabuła Rivena rozpoczyna się zaraz po zakończeniu historii z części pierwszej. Ocalony przed knowaniami swoich synów, główny bohater gry Atrus prosi gracza o pomoc w uratowaniu swojej żony przed jego żądnym władzy ojcem Gehnem. W przeciwieństwie do Mysta, który przenosił gracza do kilku światów, zwanych Wiekami, połączonymi ze sobą specjalnymi księgami, akcja Rivena ma miejsce prawie wyłącznie w tytułowym Wieku Riven, który powoli rozpada się przez rządy Gena i jego ingerencję w Wiek.
Produkcję Rivena rozpoczęto krótko po sukcesie Mysta, trwała ona ponad trzy lata. Do stworzenia odmiennego stylu graficznego dyrektor Robyn Miller i jego brat, producent Rand Miller zatrudnili byłego projektanta filmu Aladyn Richarda Vandera Wende’a jako współdyrektora. Kampania reklamowa kosztowała 10 milionów dolarów, co zaowocowało tym, że przez pierwszy rok sprzedano 1,5 miliona sztuk.
Recenzenci chwalili Rivena za profesjonalizm wykonania. Redaktorzy z Salon.com stwierdzili, że „jest niemalże dziełem sztuki”. Krytycy docenili zagadki i przeżycia podczas gry, chociaż zdaniem niektórych natura gry typu wskaż i kliknij mocno ogranicza tytuł. Po wydaniu gry bracia Millerowie rozdzielili się: Robyn Miller założył własne studio, a jego starszy brat, Rand, pozostał w Cyan Worlds i kontynuował prace nad produktami związanymi z serią Myst, włączając w to powieść Myst: Księga D'ni. Następna gra z serii, Myst III: Exile, została wyprodukowana przez Presto Studios i wydana przez Ubisoft.